# Criteria CaixaCorp
Criteria CaixaCorp, SA fou un grup empresarial que pertanyia a la Caixa d'Estalvis i Pensions de Barcelona juntament amb un gran nombre de petits accionistes i que el 2011 va passar a formar part de Caixabank. L'empresa estava inscrita al Registre Mercantil de Barcelona, tom 37.883, foli 124, secció 8, full B-41.232, inscripció 56a i NIF A-08663619.
Part del negoci de Criteria passà al nou banc cotitzat, CaixaBank, creat per la Caixa en substitució seva, i una altra part passà a un grup industrial i immobiliari no cotitzat per mantenir l'obra social que inclourà les participacions de Gas Natural Fenosa (35%), Abertis (24,6%), Agbar (24%), BME (5%), Port Aventura (100%) i Mediterrània.
El novembre de l'any 2006, el consell d'administració de La Caixa aprovà la sortida a borsa de la seva cartera de participades a través de la societat Criteria CaixaCorp. Aquesta es va produir l'octubre del 2007, amb actius de 25.000 milions d'euros.